# Actor sequitur forum rei
Actor sequitur forum rei (łac. powód idzie za miejscem sądu pozwanego) – zasada rzymskiego procesu cywilnego określająca właściwość miejscową (ratione loci). Według tej paremii powód winien pozwać stronę przeciwną przed sąd (magistrat) tego miejsca, w którym pozwany (przeciwnik) ma stałe miejsce zamieszkania.
Paremię tą podaje Kodeks Justyniana:

Cesarze Gracjan, Walentynian, Teodozjusz: 

Powód powinien złożyć powództwo do sądu pozwanego, czy to w przypadku szukania ochrony dla prawa władczego, czy to prawa względnego, skutecznego wobec określonej osoby; jednak i według miejsca położenia rzeczy, z powodu której wdajemy się w spór, nakazujemy złożenie skargi in rem przeciwko posiadaczowi.

Dopuszczalne były również odstępstwa od tej zasady. Wyjątkowo właściwy miejscowo mógł być sąd:
- miejsca popełnienia deliktu (forum delictii commissi),
- miejsca położenia przedmiotu sporu (forum rei sitae),
- miejsca zawarcia kontraktu (forum contractus),
- miejsca wykonania kontraktu (forum solutionis).

Istniała także możliwość ustalenia właściwości sądu sporu poprzez umowę stron o poddaniu sporu pod wybrany sąd – prorogacja sądu (forum prorogatum)
Obecnie zasadę tę w polskim procesie cywilnym wyraża art. 27 § 1 Kodeksu postępowania cywilnego.